# Чжуан, Сяовэй
Сяовэй Чжуан (англ. Xiaowei Zhuang; кит. упр. 庄小威, пиньинь Zhuāng Xiǎowēi; род. 21 января 1972 года, Жугао, Цзянсу) — китайско-американский биофизик. Доктор философии, профессор Гарвардского университета, член Национальных Академии наук (2012) и Медицинской академии (2020) США, а также Американского философского общества (2019), иностранный член Китайской АН (2015). Признание ей принесли достижения в области передовых технологий визуализации для биомедицинских исследований, в частности, разработка методов одномолекулярной и сверхразрешающей микроскопии.
В 2006 году она разработала метод STORM (Stochastic Optical Reconstruction Microscopy).

## Биография
Окончила Научно-технический университет Китая (бакалавр физики), училась там в 1987—1991 гг. После обучения в 1991—1996 гг. в Калифорнийском университете в Беркли получила степень доктора философии по физике.
В 1997—2001 гг. постдок в Стэнфордском университете.
С 2001 г. ассистент-профессор, с 2005 г. ассоциированный профессор, с 2006 года профессор на кафедре химии и химической биологии, а также одновременно на кафедре физики Гарвардского университета. С 2014 года именной профессор науки Гарвардского университета.
С 2015 года директор научного центра в Гарварде (Center for Advanced Imaging at Harvard).
С 2005 г. также работает в Медицинском институте Говарда Хьюза (англ. Howard Hughes Medical Institute).
Член Американской ассоциации содействия развитию науки (2012) и Американской академии искусств и наук (2013).
Старший редактор журнала Neurophotonics (с 2016), Член редакционных консультативных советов журналов Cell (с 2009), ACS Central Science и ACS Photonics (с 2014), член редколлегии и ассоциированный редактор журнала Annual Review of Biophysics (с 2009), состояла членом редколлегии Biophysical Journal (2009—2012).
Автор более ста работ.

## Награды и отличия
- Young Investigator Award, Office of Naval Research[англ.] (2002)
- National Science Foundation CAREER Award[англ.] (2003)
- Beckman Young Investigators Award[англ.] (2003)
- Searle Scholar[англ.] (2003)
- Packard Fellowship[англ.] (2003)
- Стипендия Мак-Артура (2003)
- Стипендия Слоуна (2004)
- Camille Dreyfus Teacher-Scholar Award (2005)
- Премия ACS по чистой химии[англ.] (2007)
- Coblentz Award (2008)
- Премия Макса Дельбрюка (2010)
- Саклеровская премия[нем.] (2011)
- Премия НАН США по молекулярной биологии[англ.] (2015)
- Royal Microscopical Society[англ.] Pearse Prize (2015)
- Lennart Nilsson Award[англ.] (2017)
- Pittsburgh Analytical Chemistry Award (2018)
- Премия Хейнекена (2018)
- Премия за прорыв в области медицины (2019)
- NAS Award for Scientific Discovery[нем.] (2019)
- Pearl Meister Greengard Prize[англ.] (2019)
- Vilcek Prize[англ.] в области биомедицинских наук одноимённого фонда (2020)
- Lurie Prize in Biomedical Sciences[англ.] (2021)
- Heinrich Wieland Prize[англ.] (2022)
- J. Allyn Taylor International Prize in Medicine[англ.] (2022)

Почётный доктор Стокгольмского университета (2016) и Делфтского технического университета (2017).